# Codeon
Codeon ist eine finnische Melodic-Death- und Thrash-Metal-Band aus Helsinki, die im Jahr 2002 gegründet wurde.

## Geschichte
Die Band wurde im Oktober 2002 von Gitarrist Sami Raatikainen und Bassist Lauri Mailasalo gegründet. Im März 2003 stand vorerst eine feste Besetzung fest. Jedoch verließen schon bald einige Mitglieder die Band, bis Sommer 2003, in dem Sänger Vesa Mattila und Schlagzeuger Mats Lindeqvist zur Band kamen und sich nun eine feste Besetzung bildete. Im August nahm die Band ein erstes Demo auf, das kurz darauf veröffentlicht wurde. Nach der Veröffentlichung schrieb die Band weiter an neuem Material. Im Mai 2004 folgten die ersten Auftritte und sie arbeitete an Liedern für eine EP. Bevor sich die Band ins Studio begab, kam Asko Sartanen als zweiter Gitarrist zurück. Im Winter 2004/2005 schickte die Band die aufgenommenen Lieder an diverse Labels. Im Jahr 2005 nahm die Band an der Finnish Metal Expo teil, wo sie das Finale erreichte. Im Rest des Jahres veröffentlichte die Gruppe die EP On My Side und spielte Konzerte, auf denen sie die EP bewarb. Dadurch erreichte sie im Oktober 2005 einen Vertrag bei Dies Irae Records. Im selben Jahr erschien die EP bei diesem Label. Die Lieder für das Debütalbum waren Anfang 2006 bereit. Durch diverse Verzögerungen dauerte der gesamte Aufnahmeprozess zwei Jahre. Währenddessen spielte Sami Raatikainen bei Necrophagist. Im Jahr 2007 übernahm Stay Heavy Records Dies Irae Records, sodass die Band nun bei diesem Label geführt wurde. Im Jahr 2008 erschien das Debütalbum Source.

## Stil
Die Band spielt technisch anspruchsvollen Melodic Death Metal, der mit Thrash Metal vermischt wurde.

## Diskografie
- 2003: Demo 2003 (Demo, Eigenveröffentlichung)
- 2005: On My Side (EP, Eigenveröffentlichung)
- 2008: Source (Album, Stay Heavy Records)